# Forbestra olivencia
Forbestra olivencia är en fjärilsart som beskrevs av Bates 1862. Forbestra olivencia ingår i släktet Forbestra och familjen praktfjärilar. Inga underarter finns listade i Catalogue of Life.

## Bildgalleri

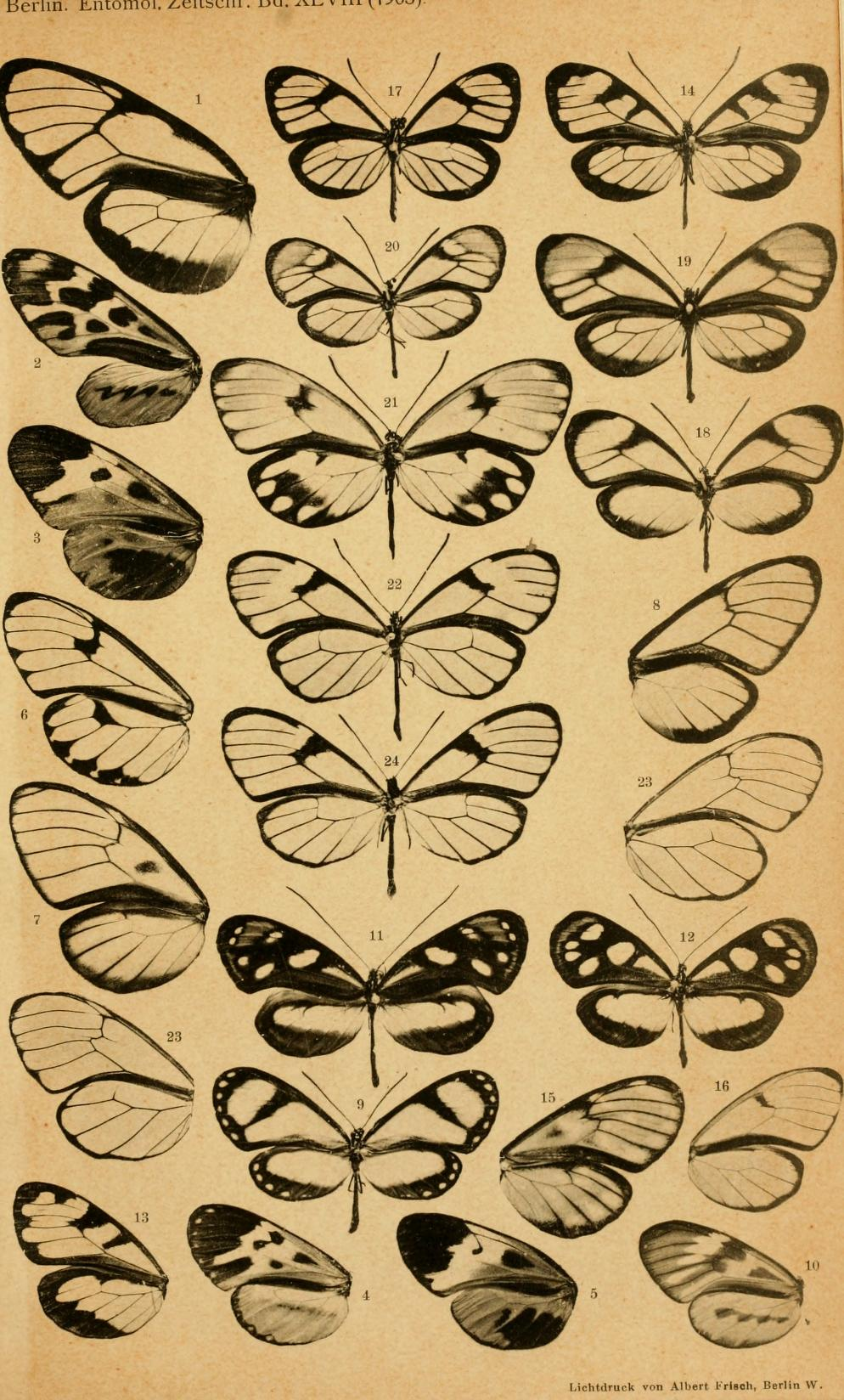
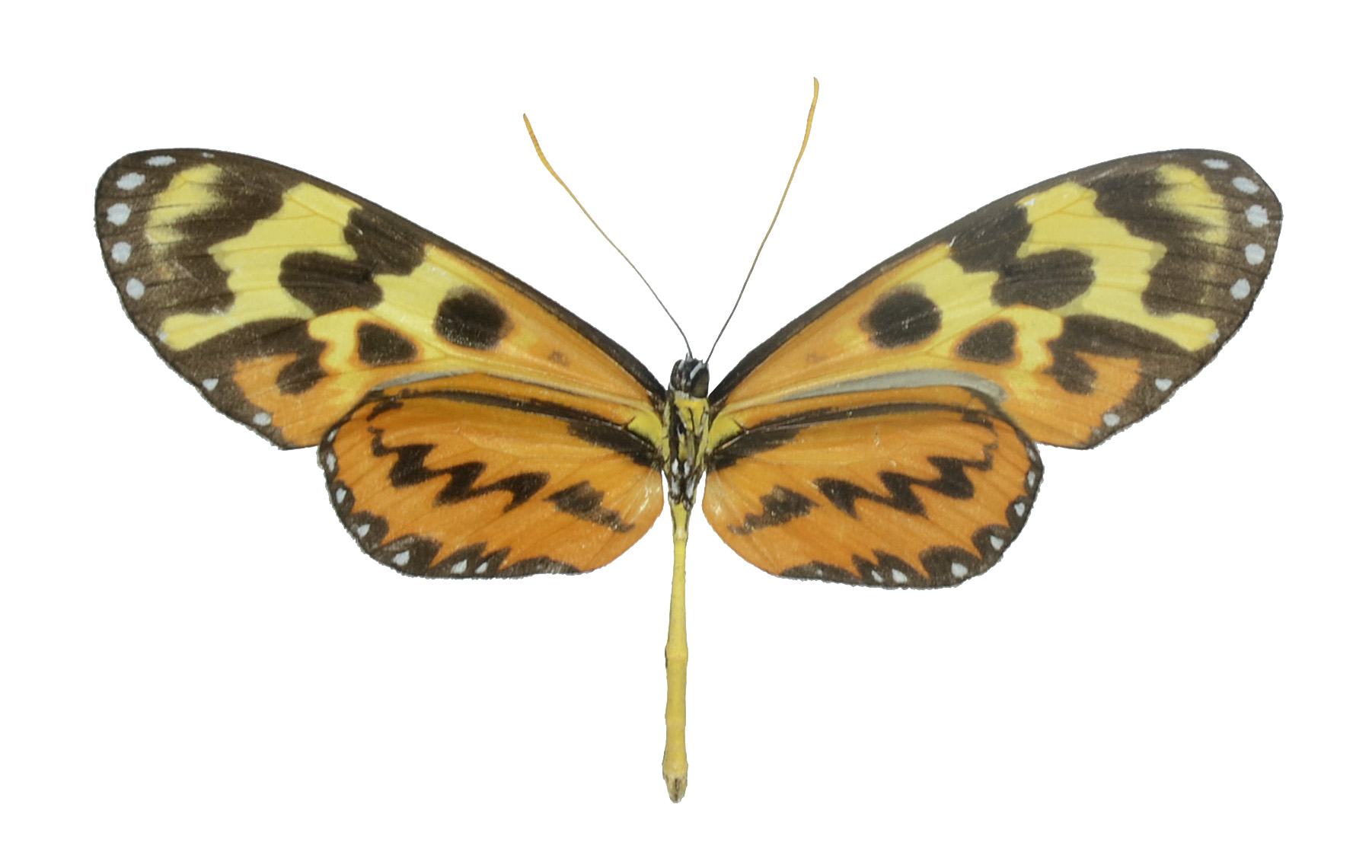
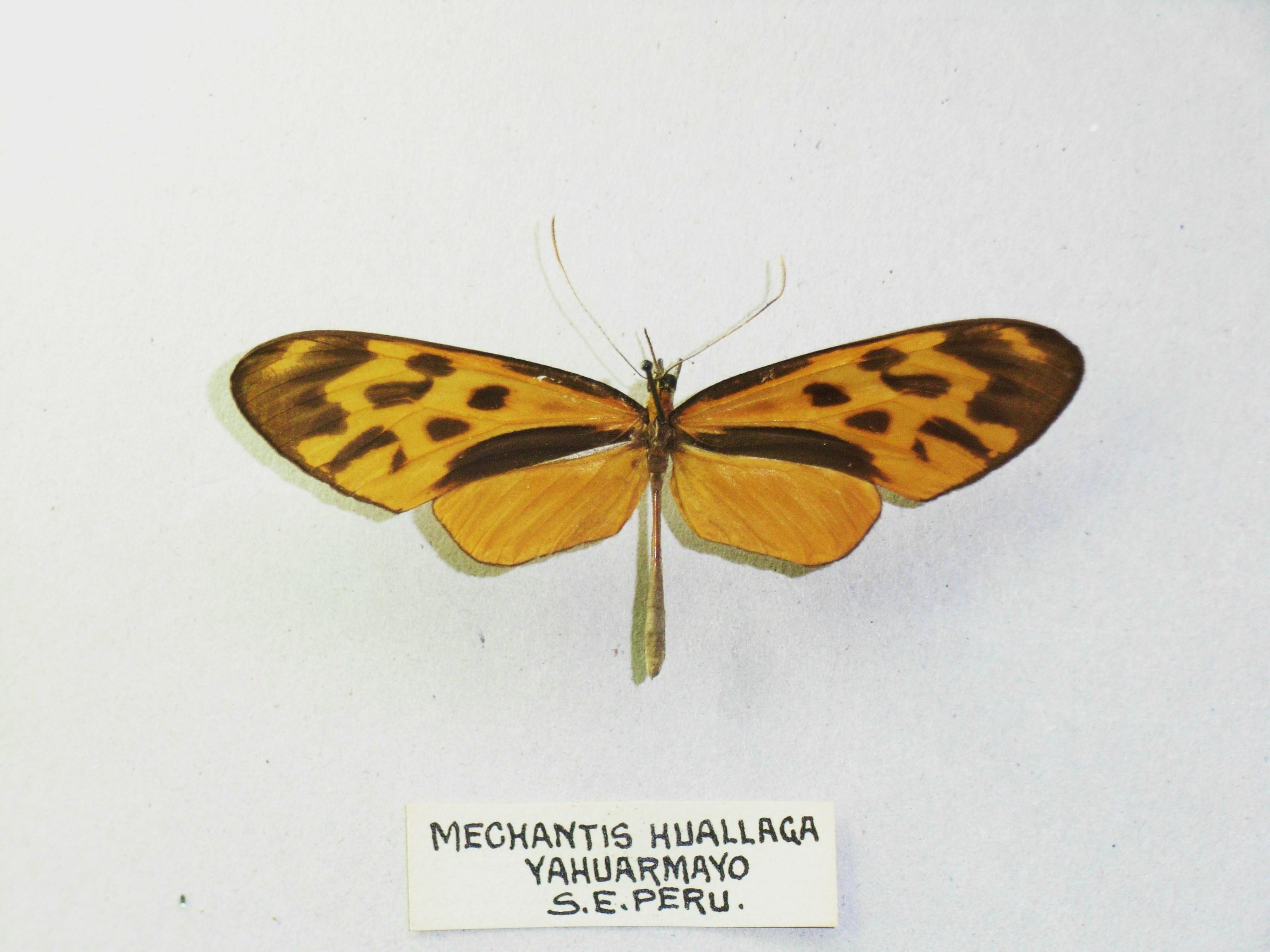